# Gregoria Madrid
Gregoria Madrid Jiménez es una deportista española que compitió en atletismo adaptado. Ganó una medalla de bronce en los Juegos Paralímpicos de Arnhem 1980 en la prueba de 100 m (clase B).

## Palmarés internacional
| Juegos Paralímpicos | Juegos Paralímpicos   | Juegos Paralímpicos | Juegos Paralímpicos |
| Año                 | Lugar                 | Medalla             | Prueba              |
| ------------------- | --------------------- | ------------------- | ------------------- |
| 1980                | Arnhem (Países Bajos) | Medalla de bronce   | 100 m B             |